# Sozialwissenschaftliches Institut der EKD

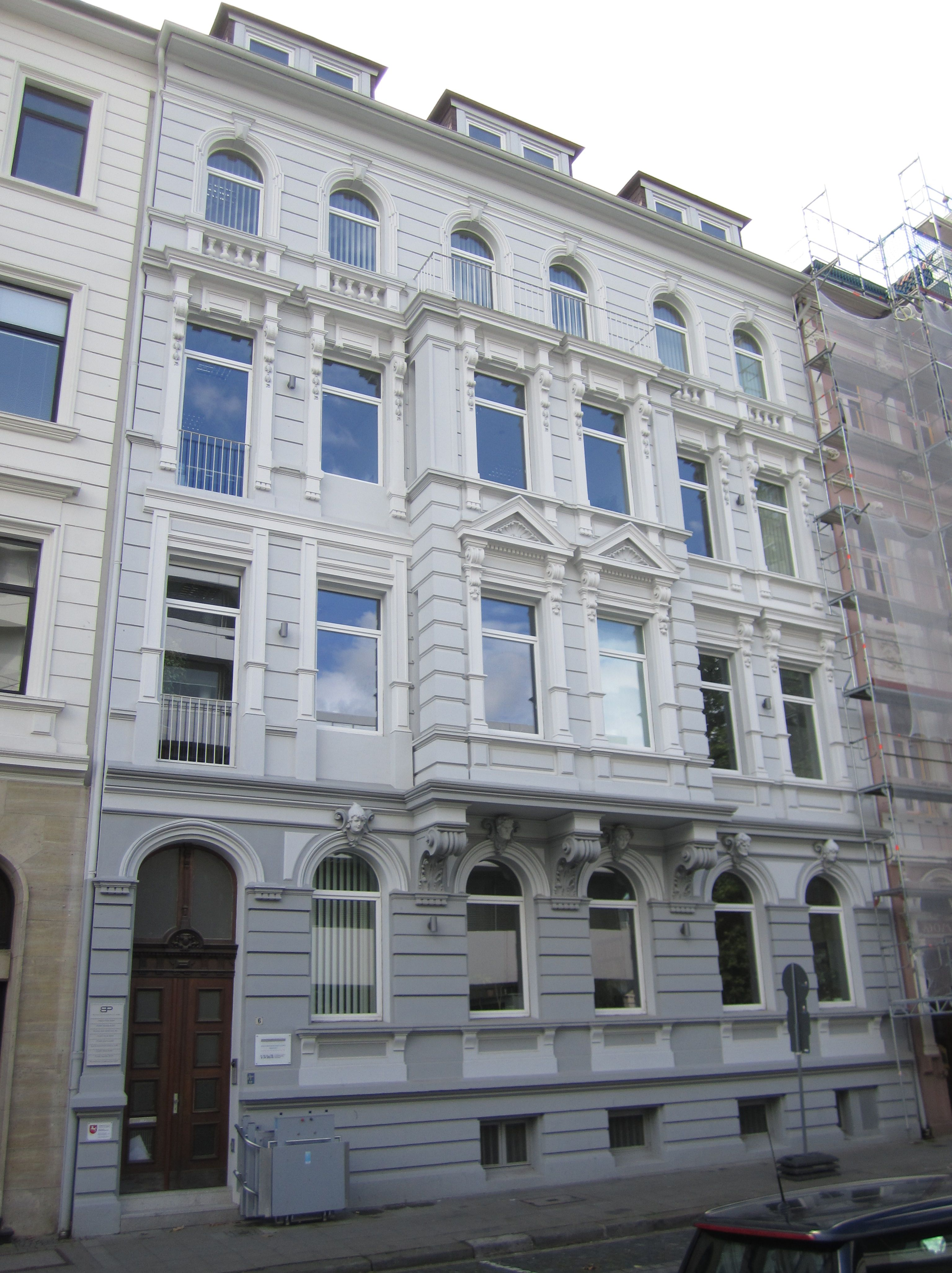
Gebäude des Instituts

Das Sozialwissenschaftliche Institut (SI) der Evangelischen Kirche in Deutschland (EKD) und der Evangelisch-lutherischen Landeskirche Hannovers ist als Wissenschaftlicher Dienst der EKD und der Landeskirchen tätig. Das Institut hat seinen Sitz im Warmbüchenviertel in Hannover.

## Geschichte
Das Institut wurde am 1. Oktober 2004 von der Evangelischen Kirche in Deutschland und der Evangelisch-lutherischen Landeskirche Hannover gegründet. Das Institut ging aus dem bisherigen Sozialwissenschaftlichen Institut der EKD in Bochum und dem Pastoralsoziologischen Institut der Evangelischen Fachhochschule in Hannover (PSI) hervor.

## Aufgaben
Das Institut führt praxisorientierte Forschungsprojekte durch und bearbeitet aktuelle Themen aus den Bereichen Wirtschaft und Soziales, gesellschaftlicher Wandel, Arbeitswelt, Kirchen- und Religionssoziologie. Forschungsergebnisse werden in Form von Publikationen veröffentlicht. Das Institut arbeitet mit wissenschaftlichen Methoden auf der Grundlage christlicher Wertorientierungen.

## Projekte (Auswahl)
Das Institut führt Projekte zu verschiedenen Themen durch, z. B:
- Attraktive Kirchengemeinde
- Kirche und soziale Räume
- Ehrenamt in Kirche und Diakonie
- Religiosität und kirchliche Bindung im Dritten Alter
- Be-Geisterung durch Gospelsingen: Erste bundesweite Befragung von Gospelchören (Gospelstudie 2009)
- Kirchliche Bindung von Gewerkschaftern
- Personenorientierung in der Pflege
- Befähigende Kirchengemeinde – Ein Projekt in der Uckermark – Untersuchung zur Armutssituation im Kirchenkreis Uckermark. In der Studie wurde "die Möglichkeit eines institutionell gestützten Netzes von Akteuren (Kirchengemeinden, Pfarrsprengel, diakonische Einrichtungen und Gremien des Kirchenkreises Uckermark) in einer Region systematisch betrachtet".[1]

### Publikationen (Auswahl)
- Familienorientierte Personalpolitik in Kirche und Diakonie. SI aktuell, Hannover 2012
- Evangelische engagiert – Tendenz steigend. Sonderauswertung des dritten Freiwilligensurveys. Hannover 2012
- Führung macht den Unterschied – Arbeitsbedingungen diakonischer Pflege im Krankenhaus. LIT Verlag, 2012
- Dienen statt herrschen – Zur Zähmung der Finanzmärkte. LIT Verlag, 2011

## Leitung
Das Institut wird von einem Vorstand und einem Direktor geleitet. Ein Beirat begleitet die Arbeit des Instituts.

### Vorsitzender des Vorstandes
- 2004–2011 Hermann Barth[2]
- 2011–2020 Arend de Vries, Geistlicher Vizepräsident im Landeskirchenamt Hannover[3]
- 2021–2023 Horst Gorski, Vizepräsident EKD-Kirchenamt, Leiter des Amtsbereich der VELKD im EKD-Kirchenamt.
- 2023–0000 Ralph Charbonnier, Theologischer Vizepräsident im Landeskirchenamt Hannover[4]

### Direktor
- 2004–2019 Pastor Gerhard Wegner
- 2019–0000 Georg Lämmlin[5]

## Weblink
- Internetauftritt des Sozialwissenschaftlichen Instituts der EKD